# Омар Харбін
Омар Магер Харбін (араб. عمر ماهر خربين, нар. 15 січня 1994, Дамаск) — сирійський футболіст, нападник клубу «Аль-Гіляль» та національної збірної Сирії. Футболіст року в Азії (2017).

## Клубна кар'єра
Народився 15 січня 1994 року в місті Дамаск. Почав грати в футбол в дитинстві, після того, як побачив гру його старшого брата Мохамеда. Таланти Омара почали проявлятися, коли він приєднався до молодіжної команди «Аль-Вахда» (Дамаск).
Харбін дебютував у професійному футболі у віці 15 років в 2009 році. Він зіграв 4 сезони в сирійському вищому дивізіоні. У 2013 році Омар відправився в Ірак і влітку 2013 року Харбін приєднався до клубу «Аль-Кува», який виступав у вищій лізі Іраку, де грав до літа 2015 року. А другу половину року грав у тому ж чемпіонаті за інший клуб «Аль-Мінаа».
У січні 2016 року став гравцем еміратського клубу «Аль-Дхафра», де провів один рік і на початку 2017 року був відданий в оренду в саудівський «Аль-Гіляль». 19 червня 2017 року клуб викупив контракт Харбіна за 44 мільйони ріалів, підписавши угоду на чотири роки. З командою виграв два чемпіонських титули і ряд кубкових змагань. 2017 року забив 10 голів у тогорічному розіграші Ліги чемпіонів АФК, ставши найкращим бомбардиром змагання, а його команда дійшла до фіналу. Завдяки цьому результату Харбіна було названо найкращим футболістом Азії, він став першим сирійцем, що здобув це звання.

## Виступи за збірну
2012 року дебютував в офіційних матчах у складі національної збірної Сирії і став з командою того ж року переможцем чемпіонату Західної Азії.
У складі збірної був учасником кубка Азії з футболу 2019 року в ОАЕ. 15 січня, на 43 хвилині гри, забив перший гол своєї команди в третьому матчі групового етапу у ворота збірної Австралії, але його збірна поступилася 2:3 і не вийшла з групи.

## Досягнення
- Переможець Чемпіонату Західної Азії: 2012
- Чемпіон Саудівської Аравії: 2016/17, 2017/18, 2019/20
- Володар Кубка короля Саудівської Аравії: 2016/17, 2019-20
- Володар Кубка наслідного принца Саудівської Аравії: 2015/16
- Володар Суперкубка Саудівської Аравії: 2018

### Індивідуальні
- Найкращий бомбардир Ліги чемпіонів АФК: 2017 (10 голів)
- Найкращий футболіст Азії: 2017

| Дата       | Місто          | Господарі | Результат | Гості     | Турнір                     | Голи | Примітки |
| ---------- | -------------- | --------- | --------- | --------- | -------------------------- | ---- | -------- |
| 06-01-2019 | Шарджа (місто) | Сирія     | 0 – 0     | Палестина | Кубок Азії 2019 - 1-й етап | -    |          |
| 10-01-2019 | Аль-Айн        | Йорданія  | 2 – 0     | Сирія     | Кубок Азії 2019 - 1-й етап | -    |          |
| 15-01-2019 | Аль-Айн        | Австралія | 3 – 2     | Сирія     | Кубок Азії 2019 - 1-й етап | 1    |          |
| Усього     |                | Матчів    | 3         |           | Голів                      | 1    |          |